# 三佛寺
三佛寺（さんぶつじ）または三仏寺は、鳥取県東伯郡三朝町にある天台宗の仏教寺院。山号は三徳山（みとくさん）。国宝投入堂を有する。

## 概要
開山は慶雲3年(706年)に役行者が修験道の行場として開いたとされ、その後、慈覚大師円仁により嘉祥2年(849年)に本尊釈迦如来・阿弥陀如来・大日如来の三仏が安置されたとされる。
鳥取県のほぼ中央に位置する三徳山に境内を持ち、古くは山全体を境内としていた山岳寺院である。中腹の標高470ｍにある投入堂の通称で広く知られる奥院の建物は、垂直に切り立った絶壁の窪みに建てられた他に類を見ない建築物で、国宝に指定されている。また、三徳山は昭和9年（1934年）7月7日に国の史跡及び名勝に指定された。
2015年4月24日には日本遺産の最初の18件の一つとして「六根清浄と六感治癒の地〜日本一危ない国宝鑑賞と世界屈指のラドン泉〜」のタイトルで認定された。

## 歴史

### 伝説時代
『伯耆民談記』によれば、慶雲3年（706年）、修験道の開祖である役小角（役行者）が子守権現、勝手権現、蔵王権現の三所権現を祀ったのが始めとされている。開山時期の根拠として飛鳥時代の金銅仏が存在するが現在は流出し寺内には無い。三徳山（近世以前は「美徳山」と書くことが多い）は、同じ鳥取県所在の大山や船上山と同様、山岳信仰の霊地として古くから開けていたことが想像される。なお、子守権現、勝手権現、蔵王権現はいずれも奈良県の吉野山に祀られる神である。前出の『伯耆民談記』によれば、嘉祥2年（849年）慈覚大師円仁が釈迦如来、阿弥陀如来、大日如来の三仏を安置して「浄土院美徳山三佛寺」と号したと伝わる。

### 中世以降
平安時代末期頃までの寺史はあまりはっきりしていないが、現存する奥院（投入堂）の正本尊・蔵王権現像の像内に納められていた文書には仁安3年（1168年）の年記がある。奥院（投入堂）の建物も、建築様式と年輪年代調査の結果から平安時代後期（12世紀初頭）にまでさかのぼるもので、この頃には山岳修験の霊場として寺観が整っていたものと思われる。中世以降、文書、記録等に「美徳山」の名が散見されるが、「三佛寺」の寺号が文献に現われるのは江戸時代中期以降である。史料上では、『玉葉』で寿永3年（1184年）に三徳山に「後白河天皇の御子（院の御子）と称する者がいた」とあり、これが三徳山に関する最初の記載である。
近世に入って、慶長4年（1599年）には近隣の坂本村（三朝町坂本）のうち百石が三佛寺に寄進され、寛永10年（1633年）には鳥取藩主池田光仲から百石を寄進。これらの寺領は幕末まで維持された。天保10年（1839年）には池田斉訓が本堂を再建するなど、近世を通じて鳥取藩主の庇護を受けた。

## 境内
境内は、石段など一般的な参道によりアクセス可能な山下区域と、滑落事故の前歴を有する険しい一本の登山道（行者道）によってのみアクセス可能な山上区域とに実質分かれている。
山下区域
- 宿坊：皆成院（かいじょういん）・正善院(しょうぜんいん）・輪光院（りんこういん）
- 宝物殿：投入堂に安置されていた蔵王権現像などを展示。
- 本堂【県保護文化財】：本尊は秘仏の阿弥陀如来立像
- 宿入橋（しくいりばし）

山上区域
- 役行者石像
- 野際稲荷（十一面観音堂）祠【県保護文化財】
- 文殊堂【重要文化財】：懸造で中にははいれないが、手摺の無い縁台を周回できる（脱履物で右回り）。
- 地蔵堂【重要文化財】：上記堂より少し小さいが、同様。
- 鐘楼【県保護文化財】
- 納経堂（祠）【重要文化財】
- 観音堂【県保護文化財】
- 元結掛堂（もとゆいかけどう）祠【県保護文化財】
- 不動堂（祠）【県保護文化財】
- 投入堂・愛染堂【国宝】

山上区域への進入は「8時から15時まで」とされており、当該時間帯以外はもちろんのこと、冬季（12月〜翌年3月）および荒天時には進入禁止となる。加えて、進入に際しては寺側が定める入山手続きを踏む必要があるが、これに関しては後記参照。
- 駐車場：約400m東に離れた県道21号脇に無料大駐車場あり。

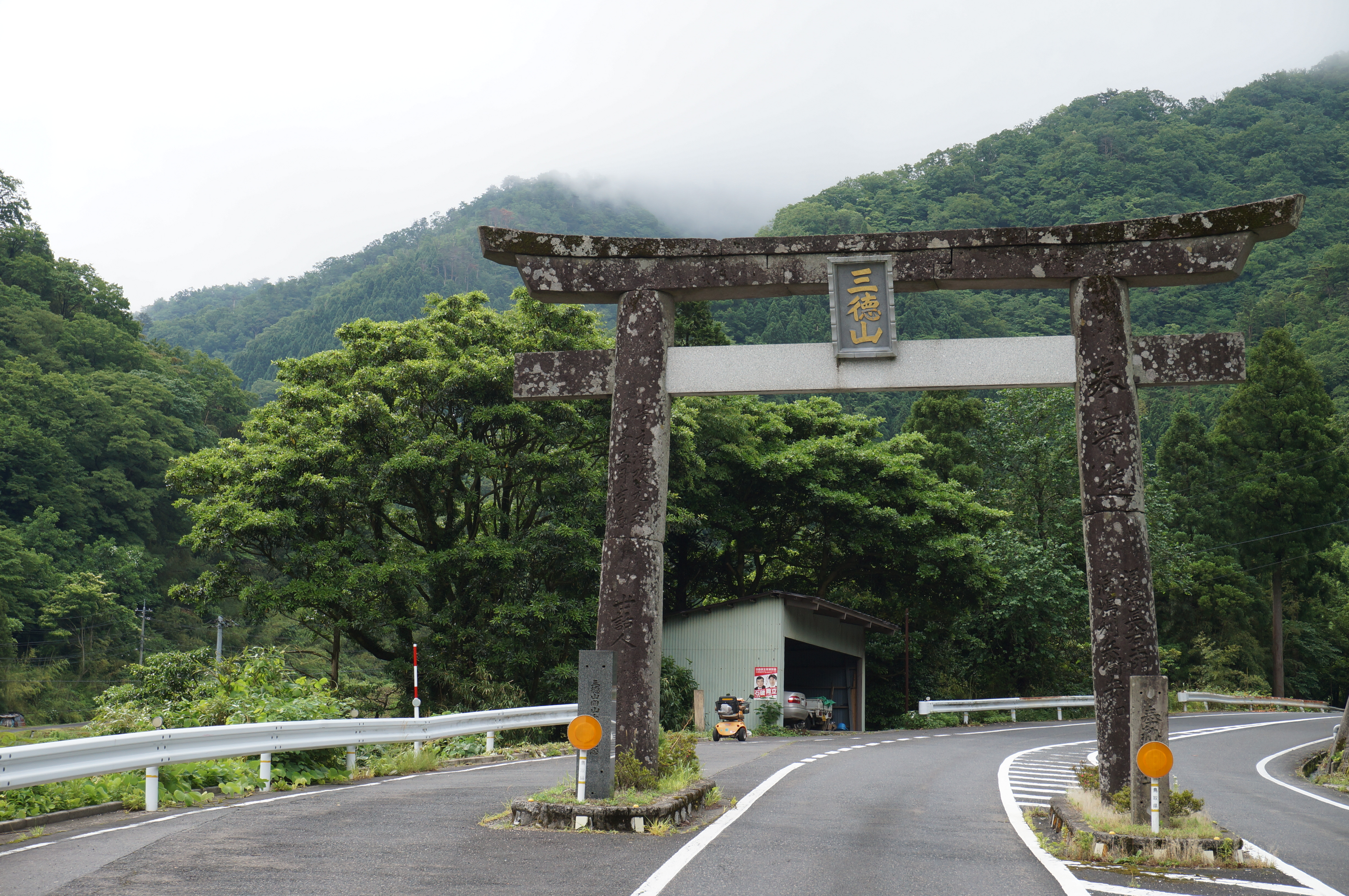
三徳山入口の鳥居
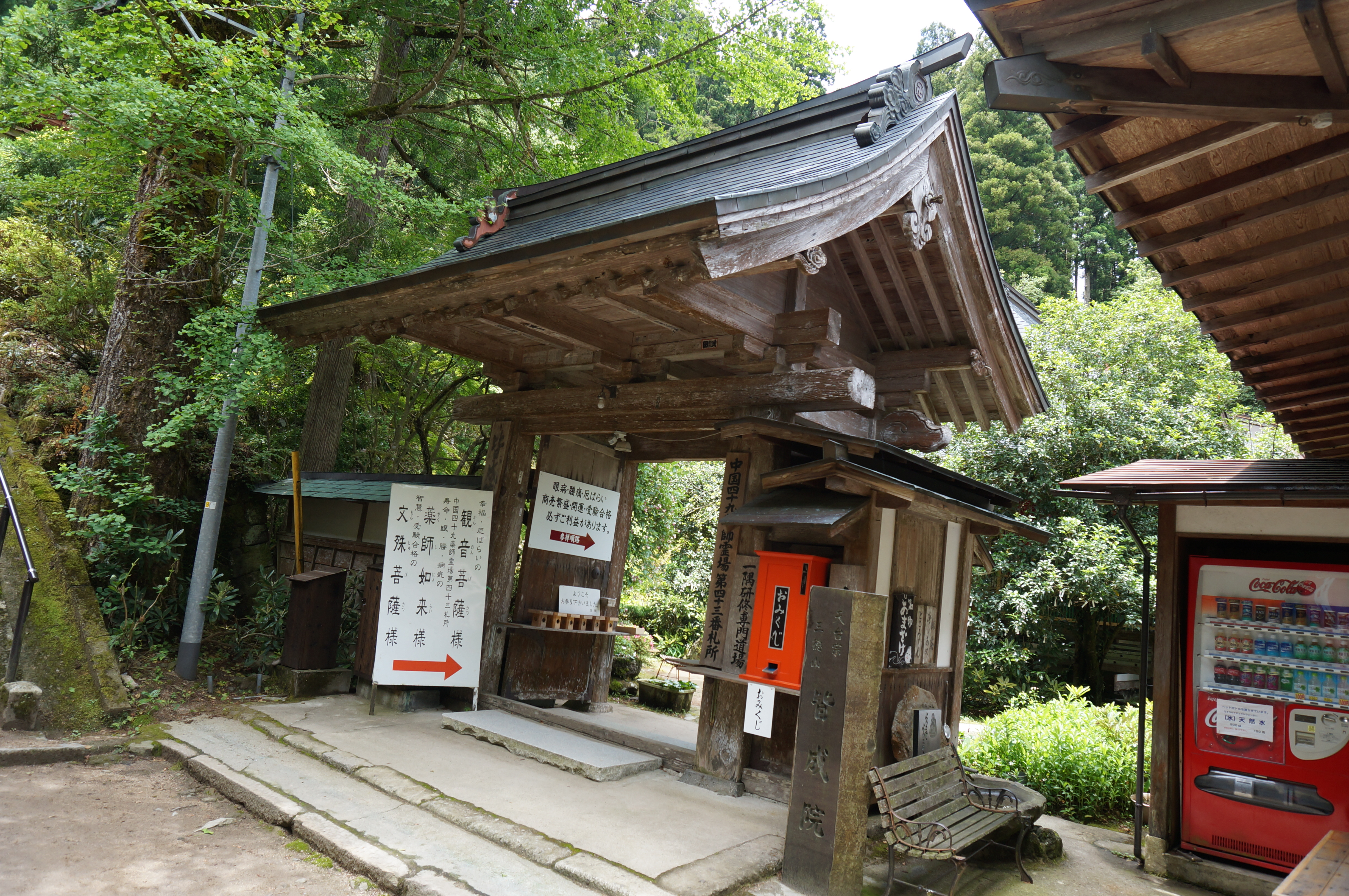
皆成院
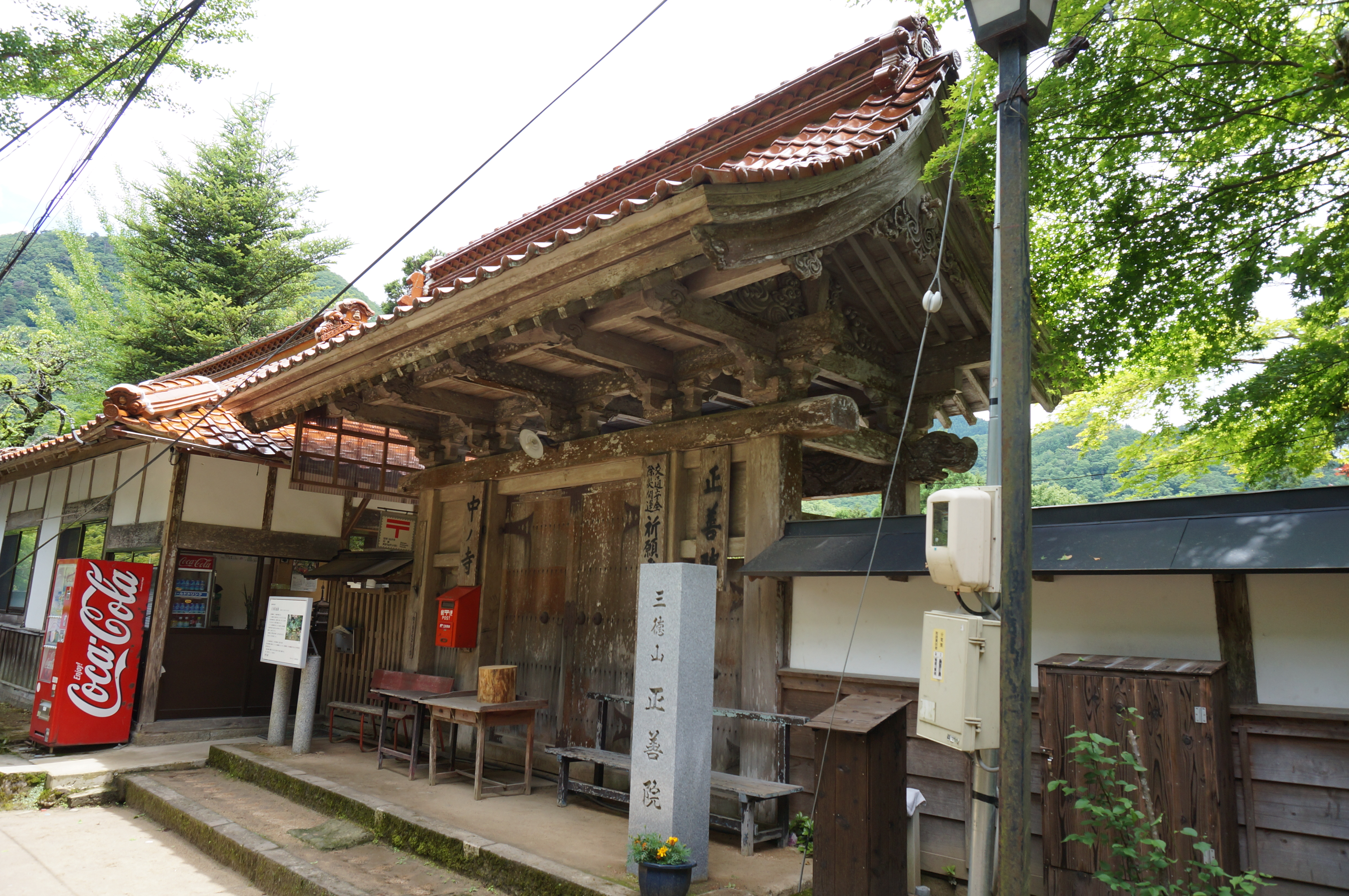
正善院
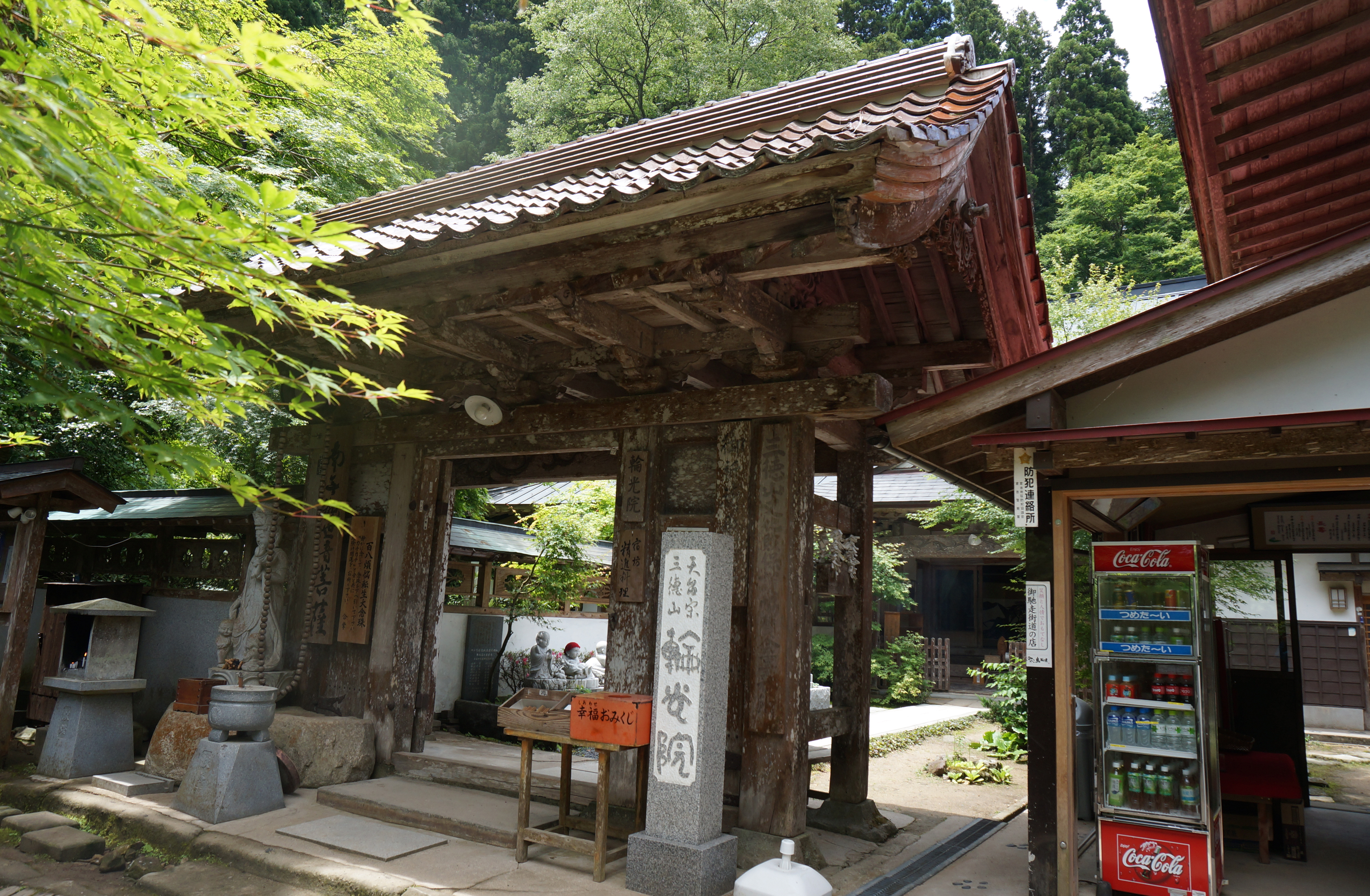
輪光院

## 鐘楼（除夜の鐘）

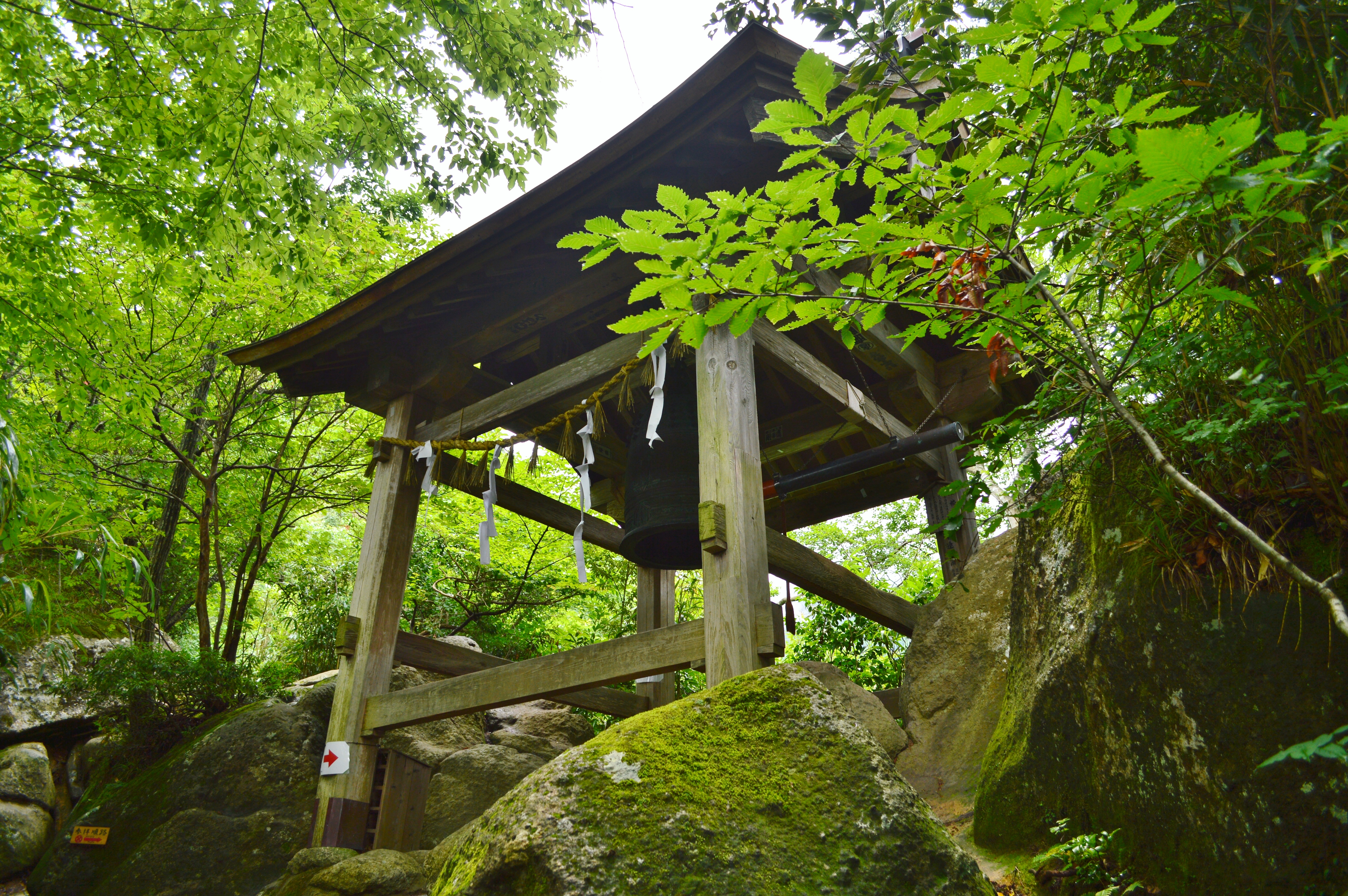
鐘楼堂（鳥取県指定文化財）

寺院内に於いて時を告げる施設として位置付けられている鐘楼が、当寺に於いては行者道のみによりアクセス可能で且つ進入時間帯などで制限が加えられている山上区域内（地蔵堂と納経・観音堂の間）に所在する。
このため、例えば毎年大晦日に執り行われる除夜の鐘に於いては、通常ならば進入禁止時間帯となっている深夜帯に当寺関係者並びに地元有志数名が登山して百八つの鐘を撞いている。
雪の積もることが多い冬季のしかも深夜帯に行われることから一般参拝者の参加を断ってきているが、2013年（平成25年）の大晦日には、三徳山開山1300年祭の一環として、「日本一危険な除夜の鐘」と銘打って18歳以上の投入堂参拝登山経験者を対象とする参加者一般公募を実施、これに応じた若干名の一般参加者と共に百八つの鐘撞きを執り行った。

## 文化財

### 国宝
建造物
- 三仏寺奥院（投入堂）（附 愛染堂、棟札（永和元年）1枚、古材43点）

### 重要文化財
建造物
- 文殊堂 - 室町時代後期。入母屋造、杮（こけら）葺き。奥院への道筋の山中に建つ。内部は通常非公開だが、2006年に草創1,300年を記念して地蔵堂とともに公開された。従来桃山時代の建築とされていたが、新たに永禄10年（1567年）の墨書が堂内から見出されたことから、建築年代は若干上がるものと思われる。
- 地蔵堂 - 室町時代後期。入母屋造、杮（こけら）葺き。奥院への道筋の山中に建つ。
- 納経堂 - 平安時代後期。鎮守神を祀った春日造の小社を流用したもの。従来鎌倉時代の建築とされていたが、用材の年輪年代測定の結果から、平安時代後期にさかのぼることが判明した。

工芸品
- 銅鏡（中台八葉院鏡像） - 長徳3年（997年）女弟子平山本願也の銘あり。鏡面に胎蔵曼荼羅の中心に位置する中台八葉院の諸仏が線刻されている。鏡背文様は花をくわえた2羽の鸚鵡（オウム）である。鏡自体は中国（唐）製と見られる。

彫刻
- 木造蔵王権現立像（附 紙本墨書仁□（安）三年造立願文） - 奥院投入堂正本尊で、現在は三仏寺宝物殿に安置される。右足を高く上げ、焔髪を逆立てる典型的な蔵王権現像であるが、忿怒の表情は控えめで、全体に平安後期彫刻特有の穏やかな作風になる。胎内納入文書に仁安3年（1168年）の年記がある。胎内文書表記により康慶作といわれる。近年奈良文化財研究所により年輪年代測定が行われ、1165年樹皮型の伐採年代との結果が出ている。
- 木造蔵王権現立像 7躯 - 投入堂に上記の正本尊像とともに安置されていた脇本尊。7躯の形態や作風はそれぞれ異なっているが、いずれも正本尊像よりは素朴な作風になる。1920年に「木造蔵王権現立像 6躯」として重要文化財に指定された。その後、御前立として祀られていた蔵王権現立像（年輪年代1002年辺材型）1躯が2017年度に追加指定された[7][8]。
- 木造十一面観音立像 - もと観音堂安置。平安時代末期。重要文化財指定名称は「木造聖観音立像」。頭上の十一面が失われているが、元来十一面観音像として造立されたものである。

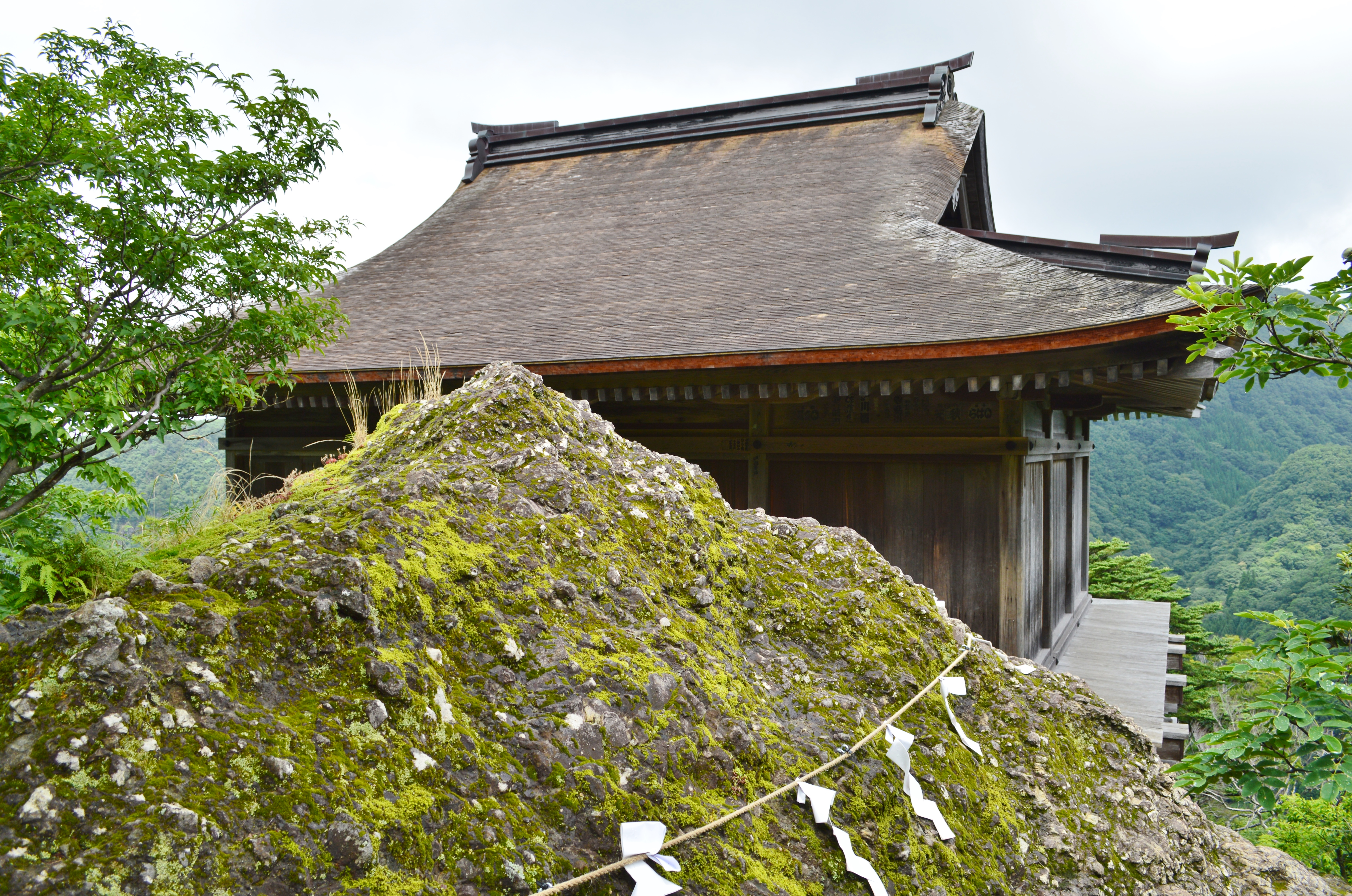
文殊堂
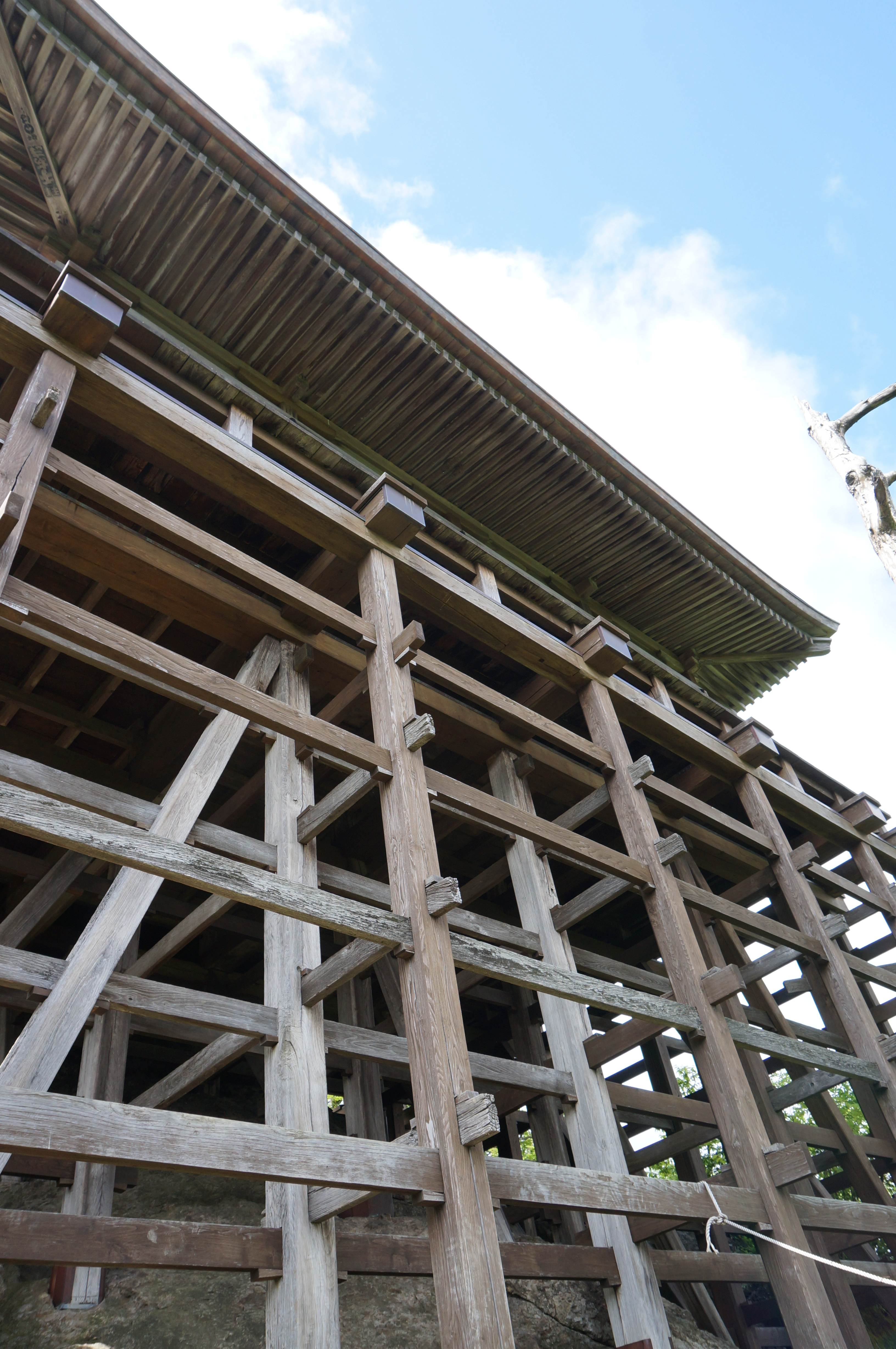
文殊堂
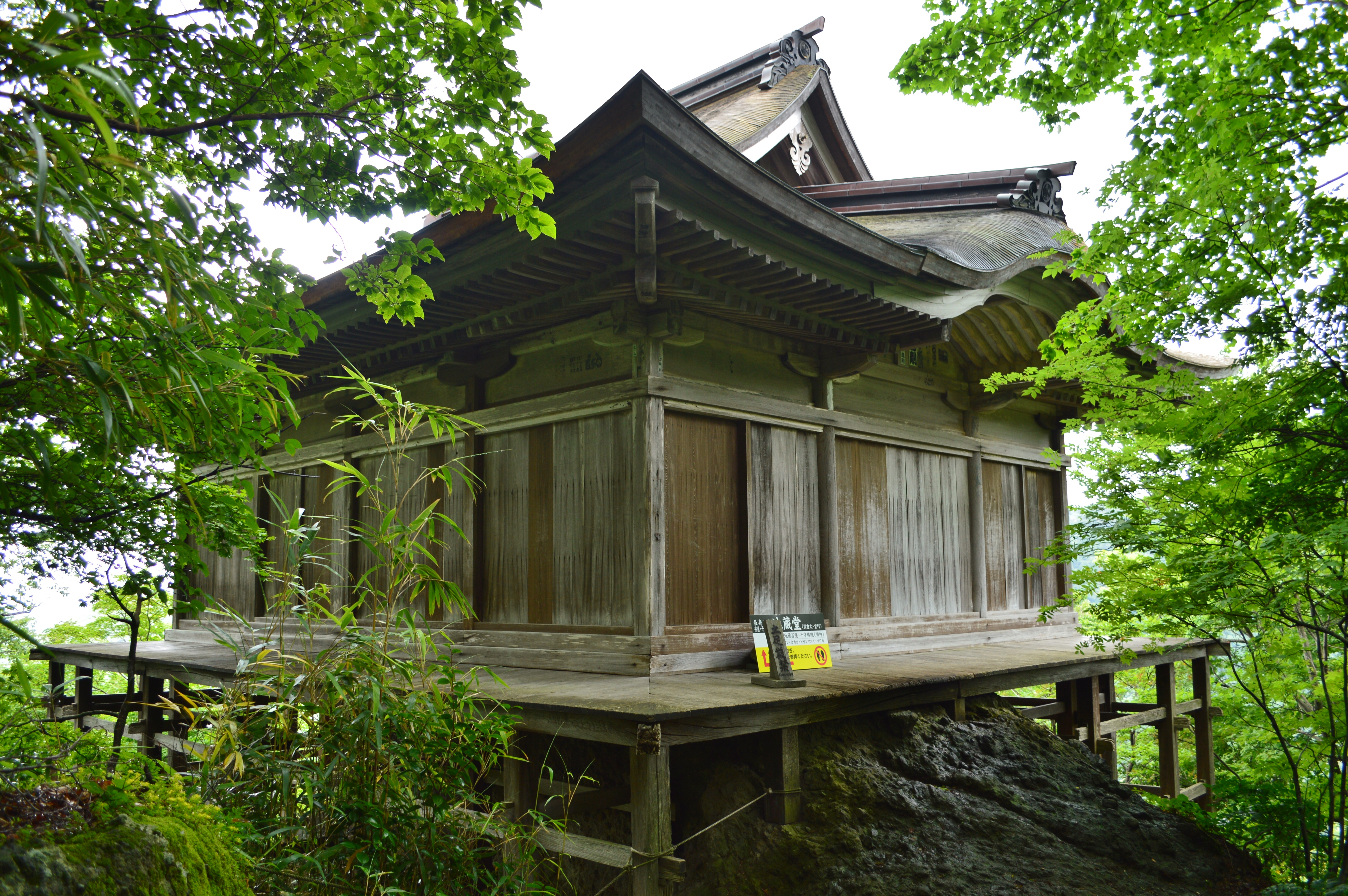
地蔵堂
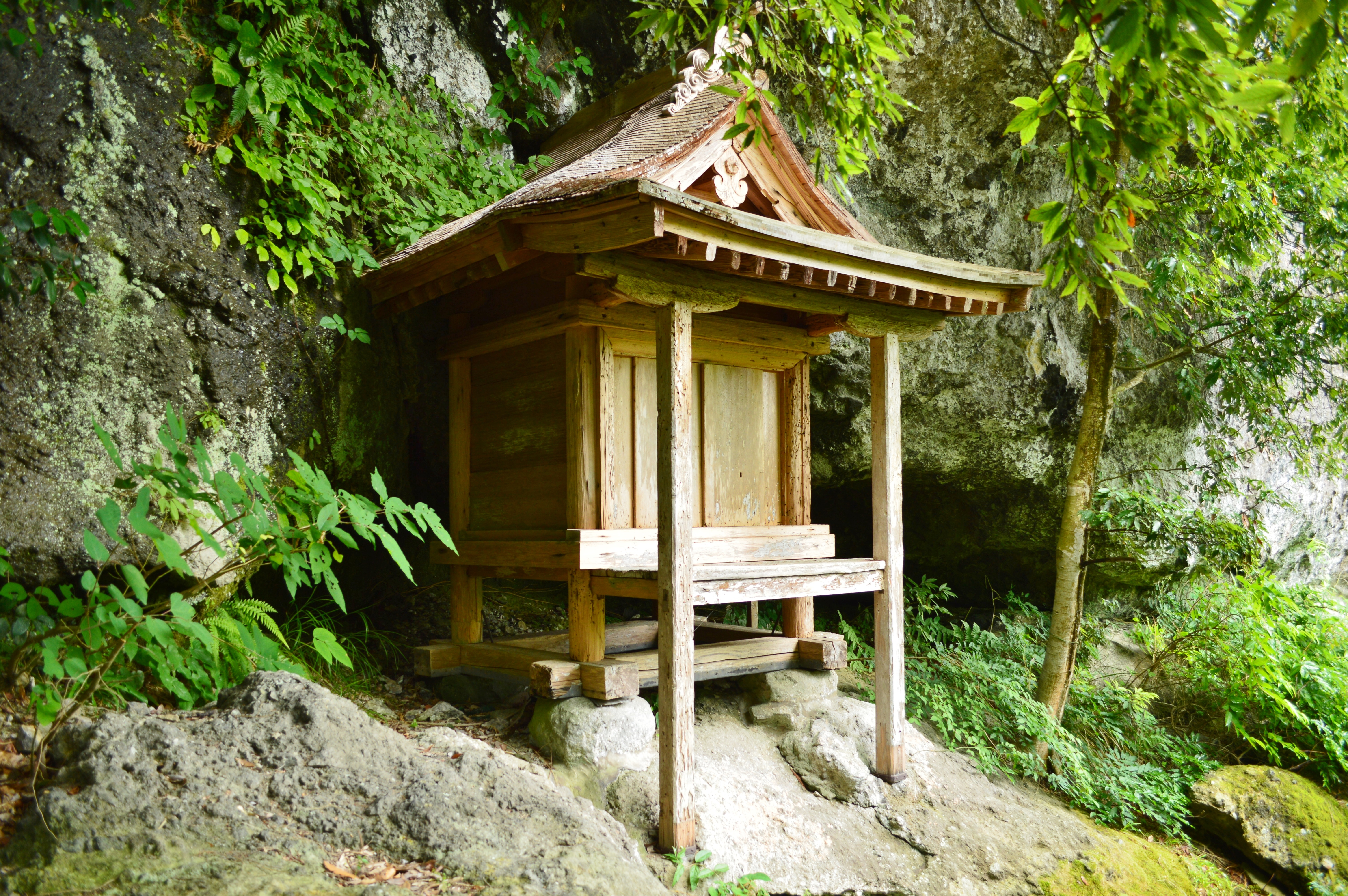
納経堂
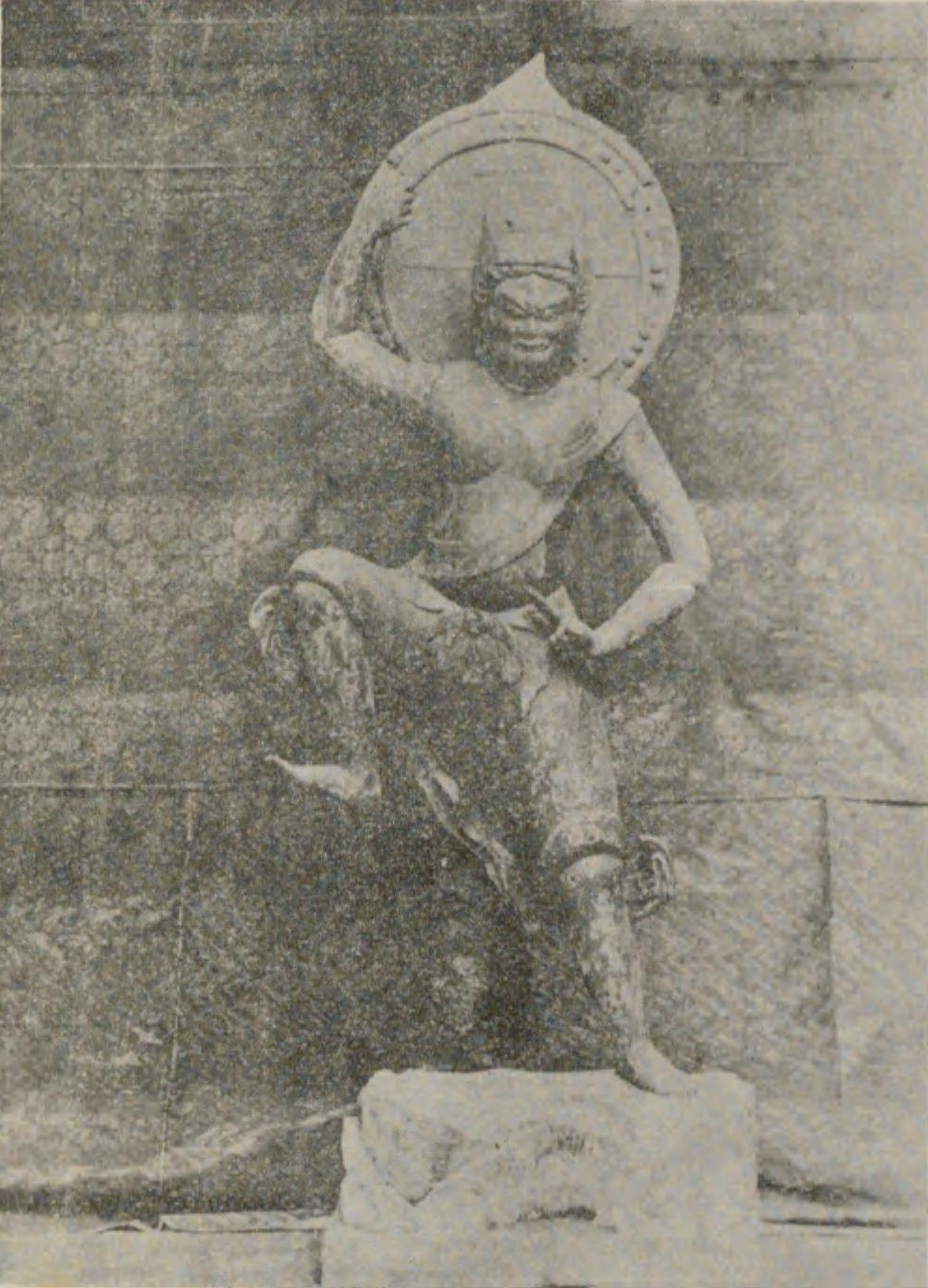
木造蔵王権現立像（正本尊）
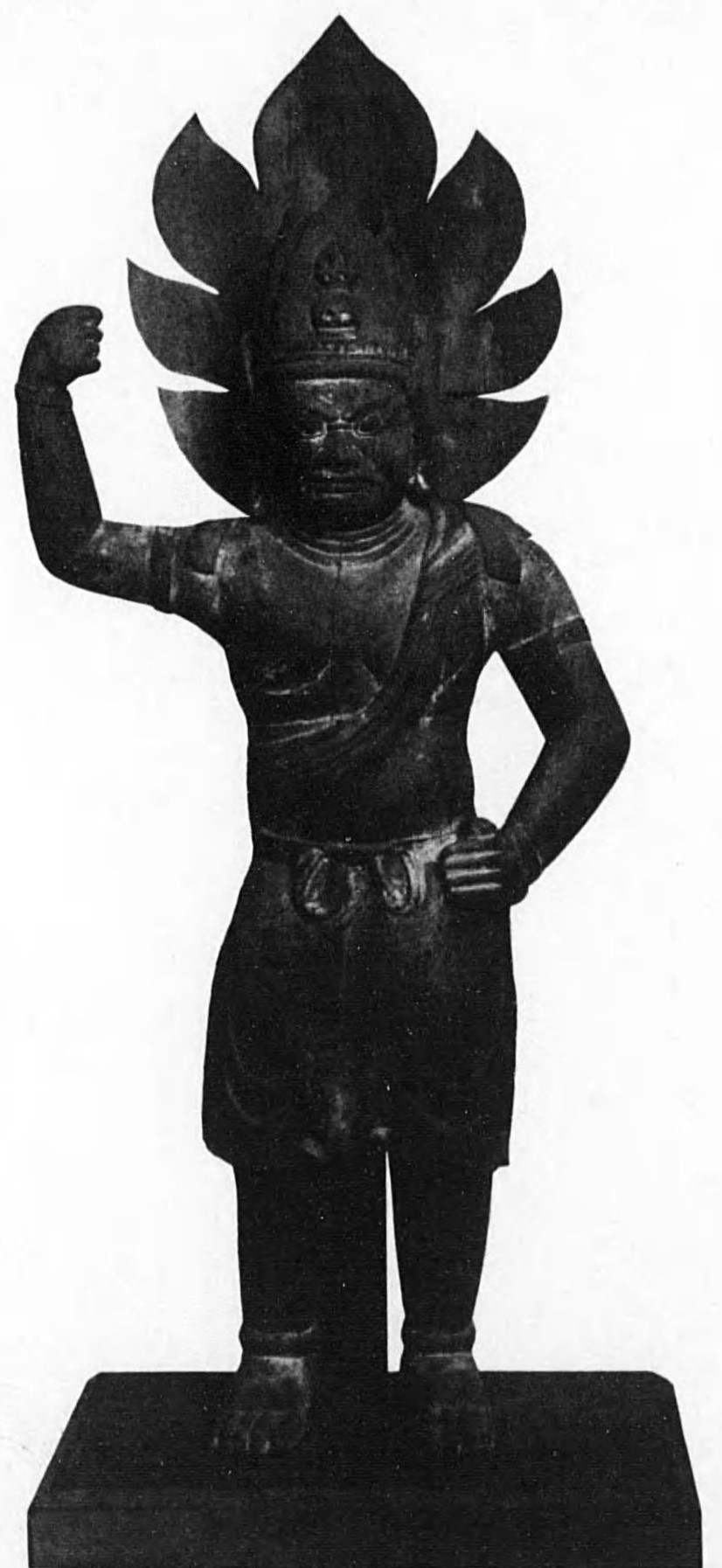
木造蔵王権現立像（脇本尊の第6号）

### 国の名勝・史跡
- 三徳山

### 鳥取県指定保護文化財
建造物
- 三徳山三仏寺建造物群
  - 本堂 - 江戸時代後期
  - 不動堂 - 江戸時代後期
  - 元結掛堂 - 江戸時代前期
  - 観音堂 - 江戸時代前期
  - 鐘楼堂 - 鎌倉時代の部材を残す。
  - 十一面観音堂（野際稲荷） - 江戸時代中期

彫刻
- 銅造誕生釈迦仏立像 - 平安時代
- 木造阿弥陀如来立像 - 平安時代後期（11～12世紀）。像高147.5cm、一木造、内刳、彫眼。本堂の本尊で秘仏。全体的な彫りは浅く緩やかで、頭部が大きく丸顔・細目で口元が上がった愛らしい像容。長らく高湿度の厨子内に安置されていたため自立が不可能なほどだったが、2002年度住友財団の助成により修復された[9]。
- 木造狛犬（阿形） - 平安時代後期
- 木造狛犬 - 鎌倉時代

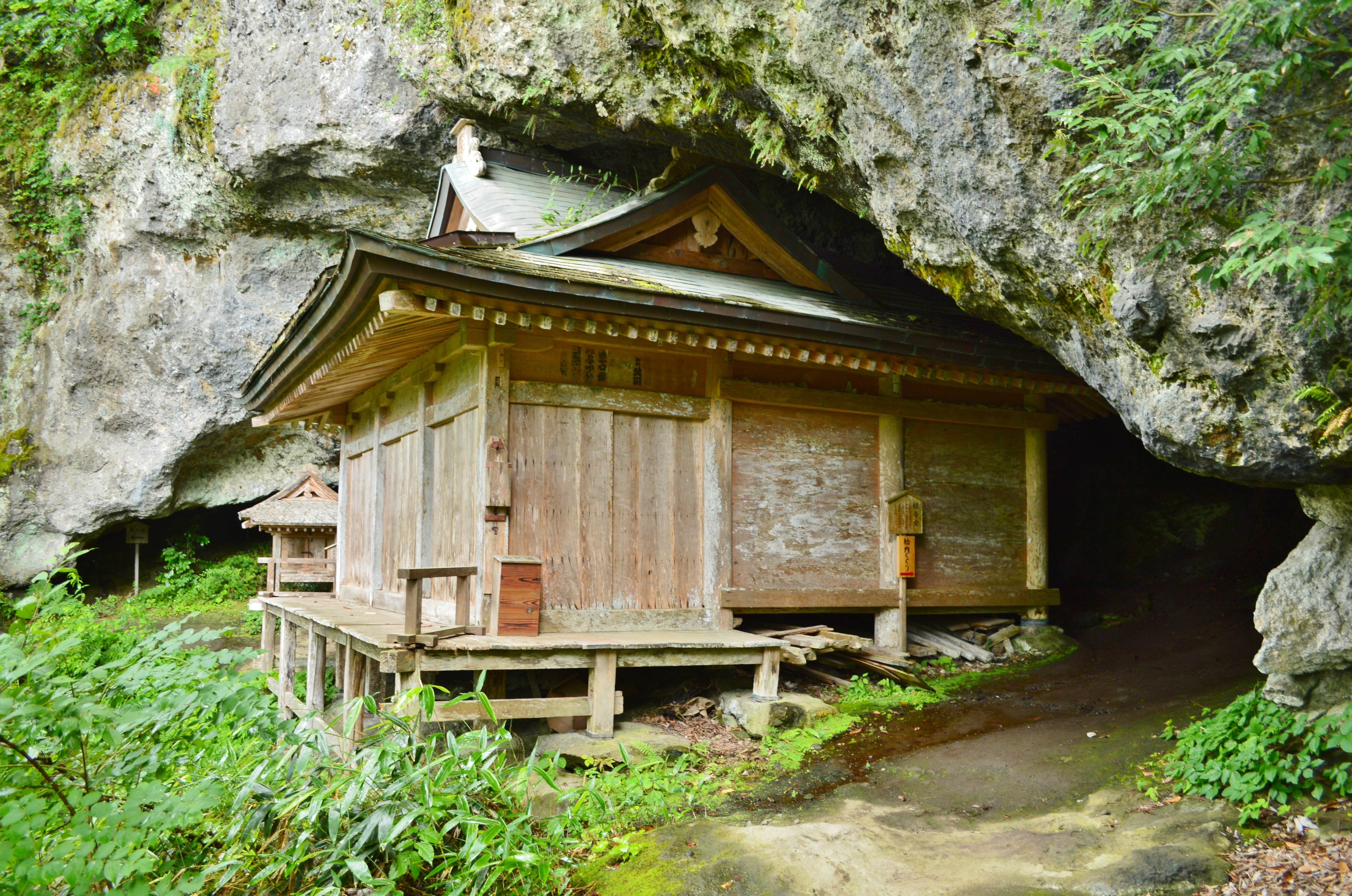
観音堂
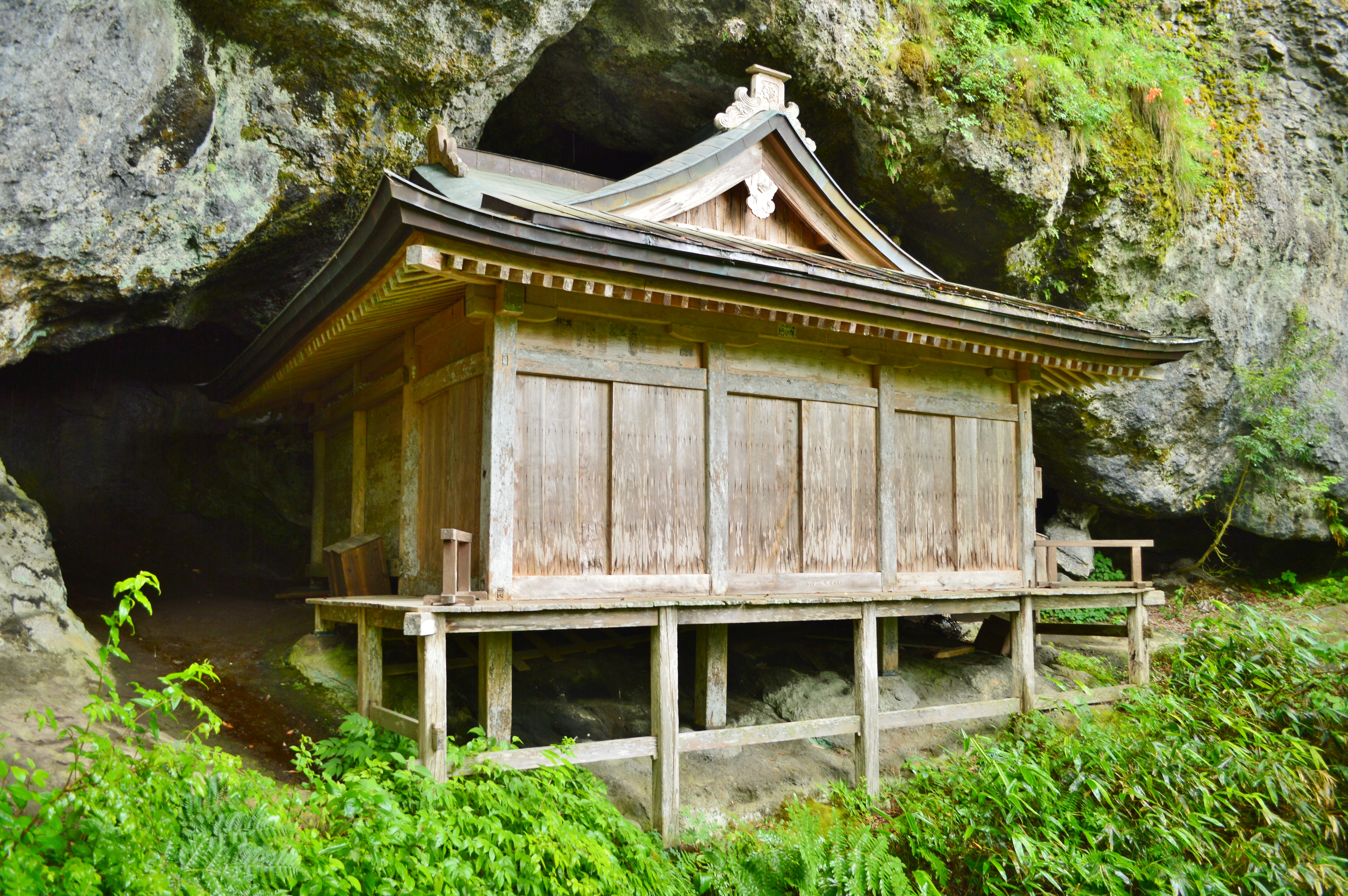
観音堂
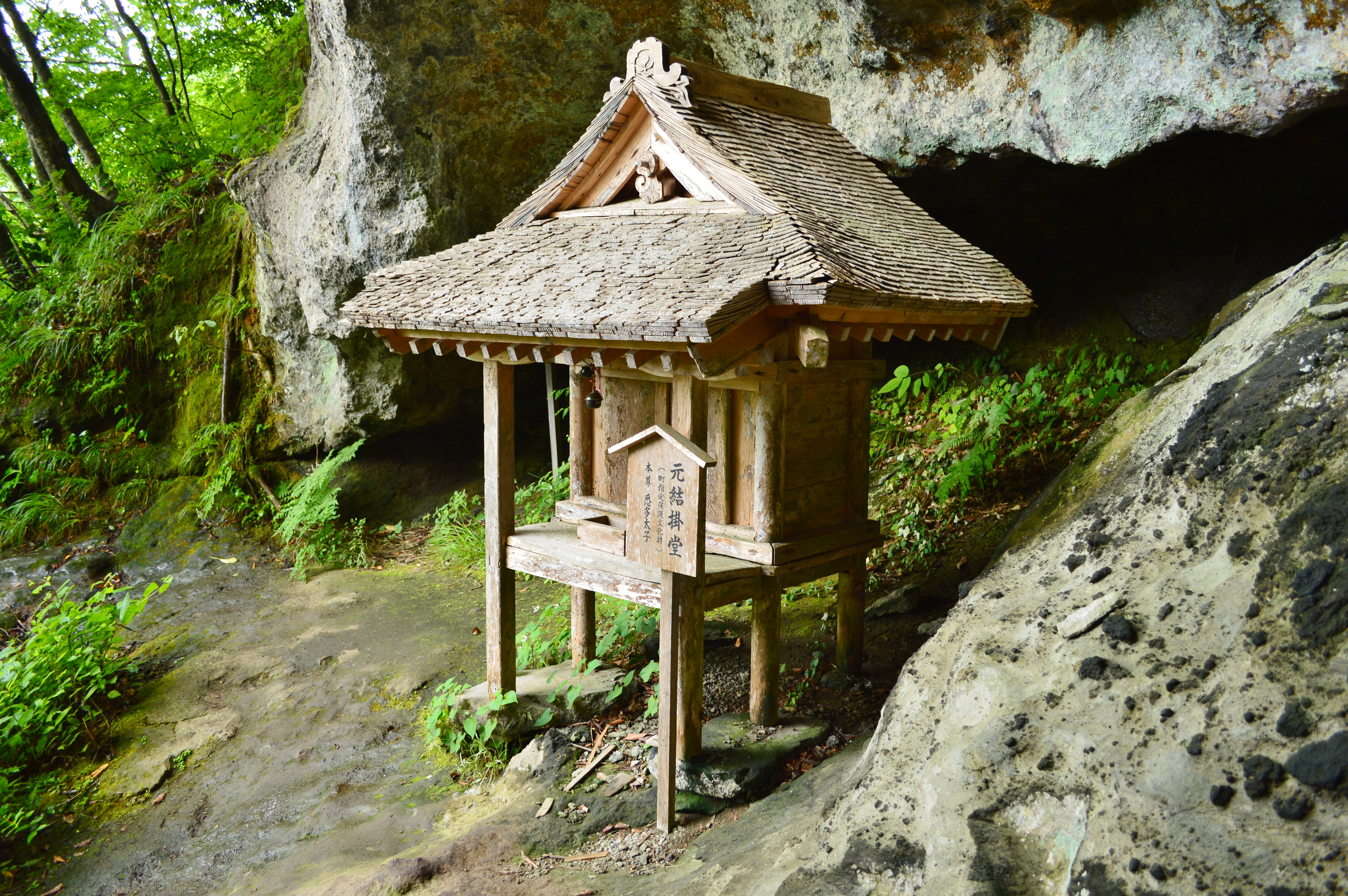
元結掛堂
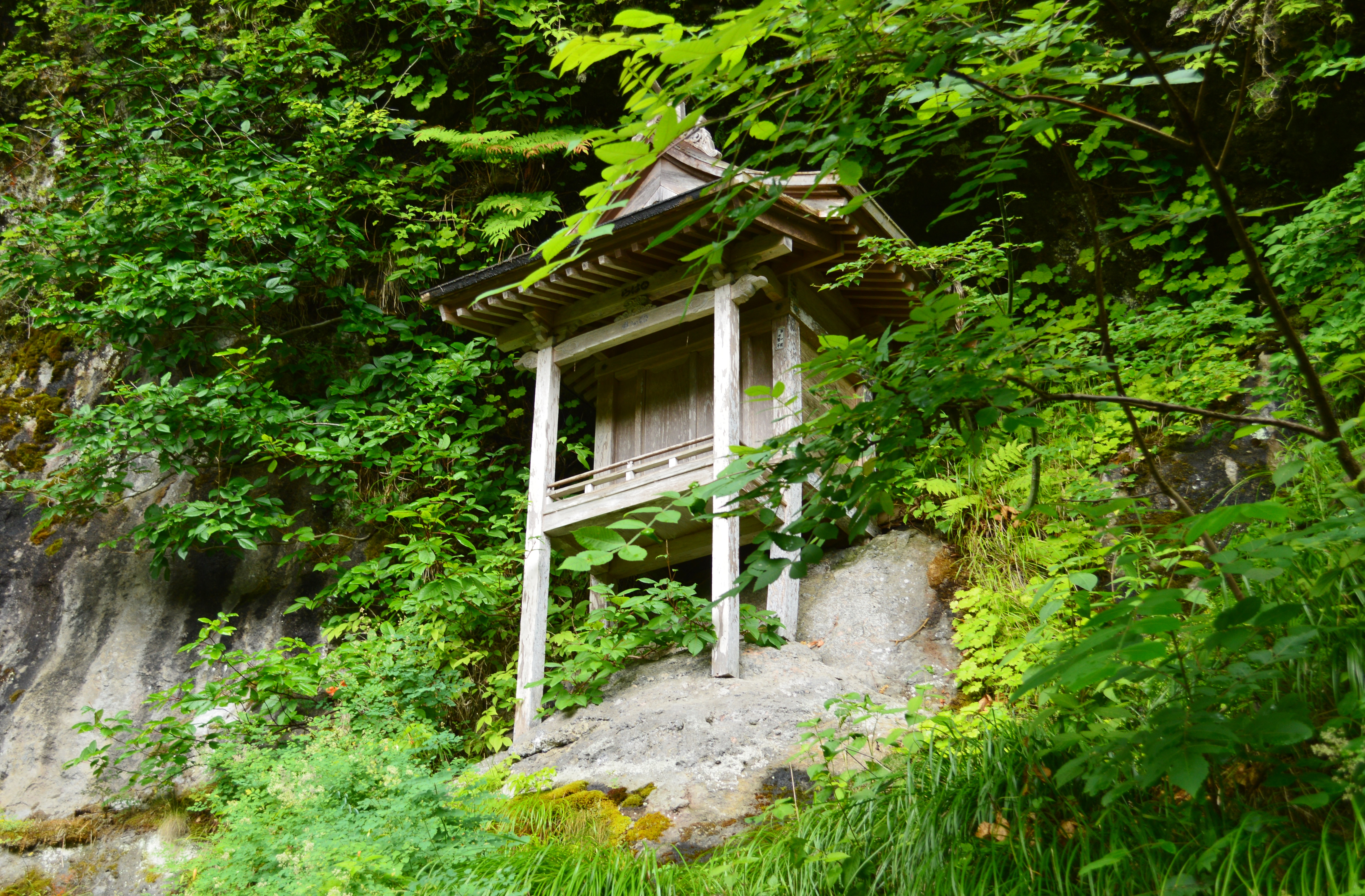
不動堂

### 鳥取県指定名勝
- 正善院庭園 - 江戸時代中期以降

## メディア（テレビ番組）紹介実例
- ふるさと発「三徳山　投入堂の謎」〜修験の山に秘められた色彩〜〔NHK総合テレビジョン（中国地方ブロック）〕
NHK鳥取放送局制作番組で、2007年（平成19年）1月19日の「19:30〜19:55」に放送され、2日後の同年1月21日「08:00〜08:25」に再放送。放送前年（2006年）の修復工事に合わせて実施された調査で新たに判明した投入堂の本来の姿について紹介している[10]
- ナニコレ珍百景（テレビ朝日）
2008年5月21日放送分に於いて、当時24歳のフリーターから情報として寄せられた投入堂が「日本一危険な国宝」としてとり上げられ、番組内で「珍百景No.134」として登録された[11]
- ロケみつ（MBSテレビ）
『ロケみつ〜ロケ×ロケ×ロケ〜』のタイトルで放送されていた2009年10月1日から2012年3月29日にかけて展開された「目指せ!鹿児島 西日本横断ブログ旅」（旅人：桜 稲垣早希）で、鳥取県に於ける“通過ポイント”の一つとして投入堂が設定された[12]。実行時期は2010年1月下旬頃。当時、旅人の稲垣はヒョウ柄のジャンパーにスカート、そしてスニーカー履きという出で立ちであったが[13]、前記の寺側による入山規定に従って、別途番組で入山用として用意された「体操服＋ジャージ（上下）」姿に着替え、更に寺側で用意された草鞋と襷も着用した上で挑み[14]、投入堂を眺められる地点にまで踏み入ることに成功、通過ポイント・クリアとなった[15]。なお、別途用意された前記の入山用服装のうちの「体操服」には、稲垣自身が特に好むエヴァンゲリオンのアスカの、学校の生徒時代の所属クラスという「2-A」が記された布が縫いつけられていた[14]。
- ノブナガ（CBCテレビ）
2014年1月5日放送分の、番組後半のロケ企画『あわよくば 西木ファビアン勇貴の思い出かけっこ』〔旅人：西木ファビアン勇貴（あわよくば）〕の中で紹介された。鳥取砂丘で出会った、ルイ・ヴィトンの鞄を手にした女性に昨日何をしていたかを尋ねたところ「”三朝温泉”で“観光”していました」とのことだった。詳しく聞くと、温泉に入ったわけではなく投入堂を下のほうから望遠鏡で覗いていた、との由だったため、旅人の西木はその望遠鏡の設備されている場所にバスで50分かけて赴き、そこから同堂を観察した。その後、近くにいた登山客らしき人たちから、同堂の所在するところまで登れる、との話を聞きつけたところから同堂に踏み入れることとなり、実際に草鞋を借用して同堂の近くまで1時間かけて登山した。到着後、西木は「かけっこ史上1番疲れた」とつぶやくと共に「住職が言っていた『登り切ると邪念が無くなる』のは本当だった」とも述懐していた[16]。
- やりすぎ都市伝説 (テレビ東京)
2016年9月30日（金）  21時00分～22時48分で、「日本人の“3”にまつわる鳥取都市伝説」としてあばれる君がロケを行い、番組内で紹介された[17]。

## 札所
- 中国観音霊場第三十一番
- 伯耆観音霊場 第二十九番
- 百八観音霊場 第三十六番
- 中国四十九薬師霊場第四十三番（皆成院）

## 前後の札所
中国三十三観音霊場
30 長谷寺 -- 31 三佛寺 -- 特別霊場 摩尼寺

## 交通アクセス
- JR山陰本線 倉吉駅からバス「上吉原」方面行きで40分、「三徳山寺前」下車
- 拝観は有料（冬季は登山はできない。4月1日の法要を経て登山可能となる）。
- 投入堂への参拝については当該項を参照。

## 周辺
- 小鹿渓 - 国の名勝
- 三朝温泉 - 三朝バイオリン美術館、陣所の館など
- 打吹玉川 - 重要伝統的建造物群保存地区
- 倉吉パークスクエア - 倉吉未来中心、鳥取二十世紀梨記念館など